# Navodilo o zakramentu odrešenja
Navodilo o zakramentu odrešenja (izvirno latinsko Redemptionis sacramentum) je navodilo, ki ga je izdelala Kongregacija za bogoslužje in disciplino zakramentov leta 2004.
V zbirki Cerkveni dokumenti je to delo izšlo istega leta kot 108. zvezek (kratica CD 108).